# Rivoluzione repubblicana

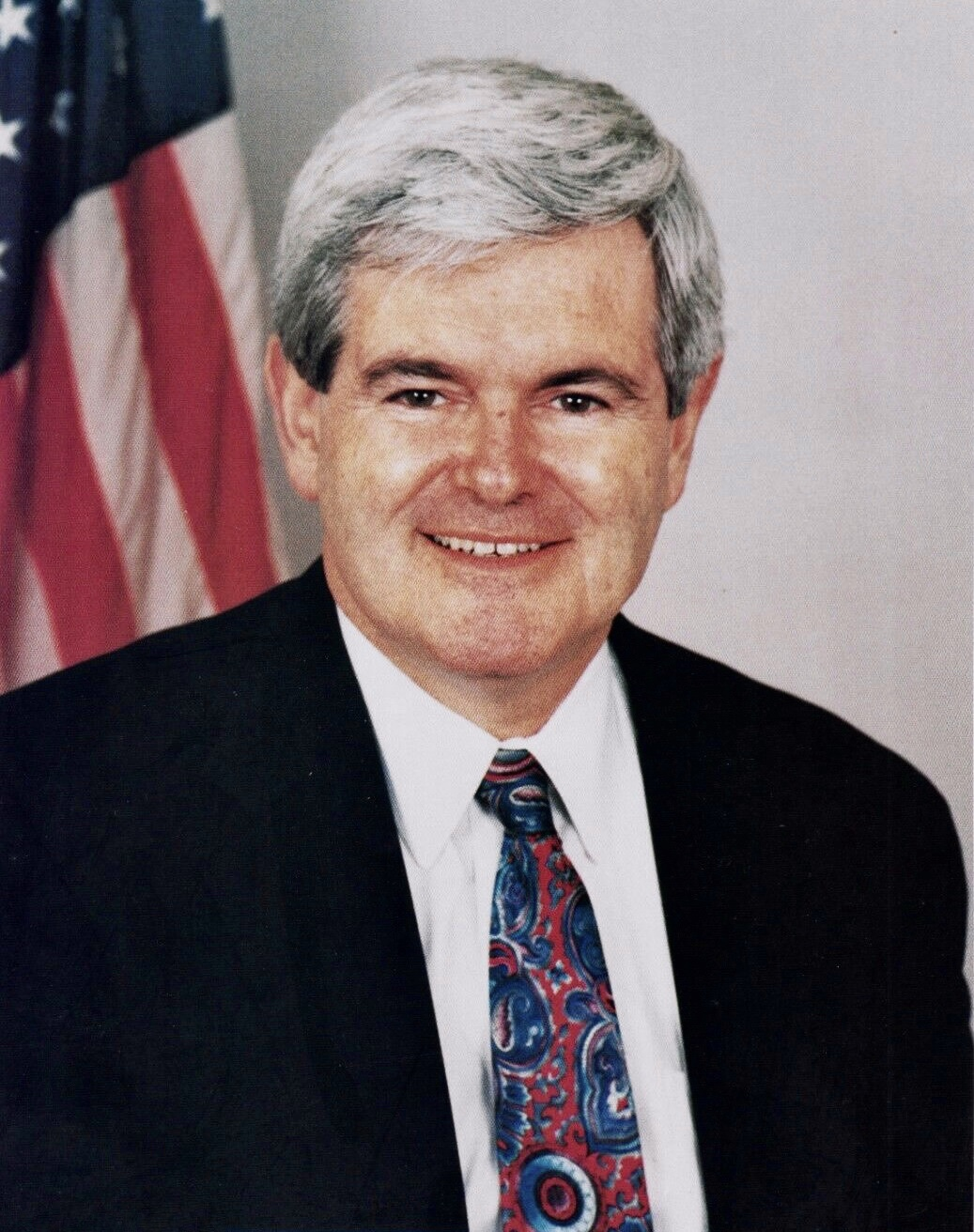
Newt Gingrich, l'ispiratore della strategia vincente per le elezioni di mid-term del 1994.

La rivoluzione repubblicana o rivoluzione del 1994 (in inglese rispettivamente Republican Revolution e 1994 Revolution) sono le espressioni usate dal Partito Repubblicano degli Stati Uniti d' America per denominare le vittorie elettorali alle elezioni di mid-term del 1994 che lo portarono per la prima volta dopo tanto tempo a dominare il Congresso (sia attraverso delle vittorie inaspettate nei distretti d'elezione, sia perché alcuni democratici passarono dalla parte opposta dopo la loro elezione).

## Antefatti
Ronald Reagan ottenne degli enormi successi alle elezioni presidenziali negli anni '80 (specialmente a quelle del 1984). Per controbattere a questo successo, all'interno del Partito Democratico si cominciò a formare da metà anni '80 una nuova corrente più moderata, quella dei New Democrats, guidati da un giovane Bill Clinton. Clinton nel 1990 decide di partecipare alle elezioni presidenziali del 1992, basandosi su un programma più moderato e promettendo di "farla finita con il welfare per come l'abbiamo conosciuto fino ad oggi" ("end welfare as we know it today"), in modo da conquistare anche l'elettorato bianco moderato.

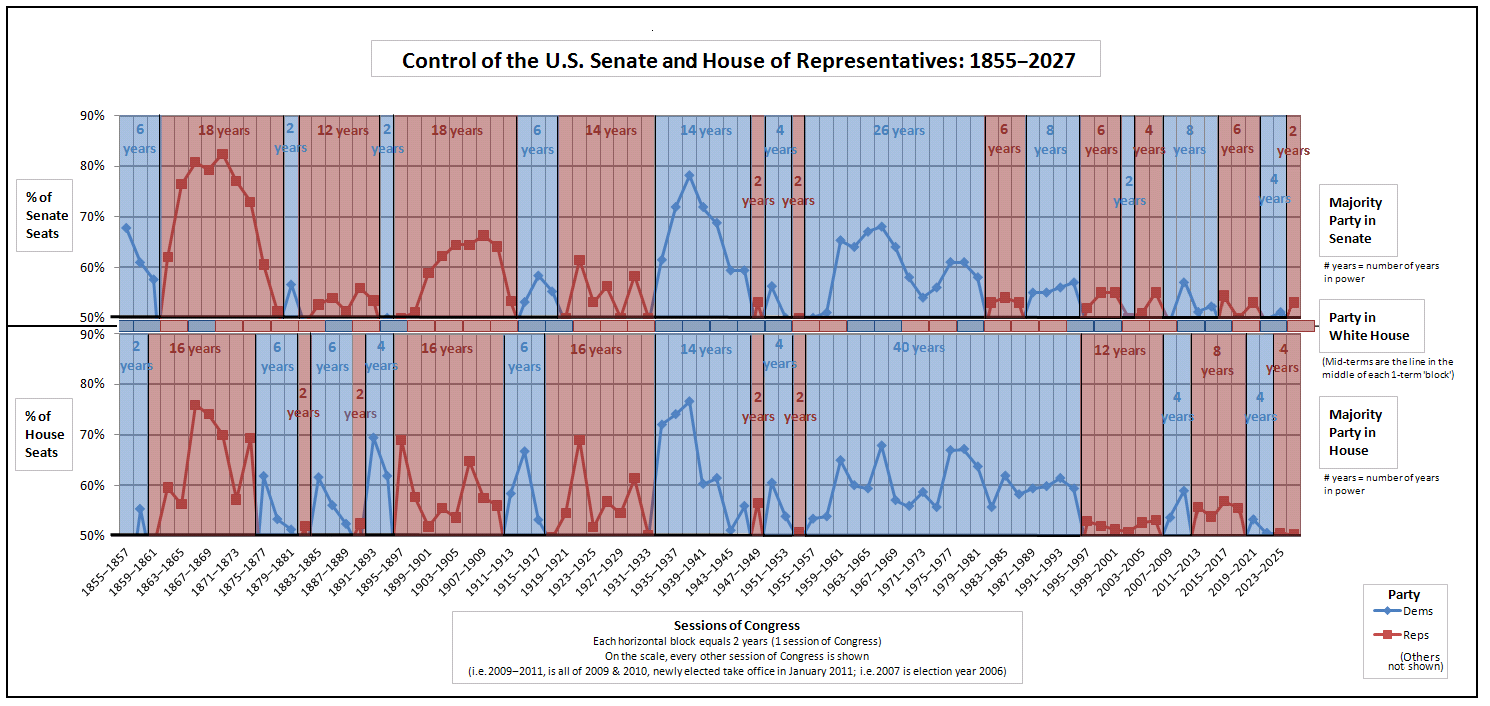
Partito che controlla la Camera, il Senato e la presidenza degli Stati Uniti (1855 - oggi). La "rivoluzione repubblicana" pose fine a 60 anni quasi ininterrotti di dominio democratico dei due rami del Congresso statunitense.

## Storia

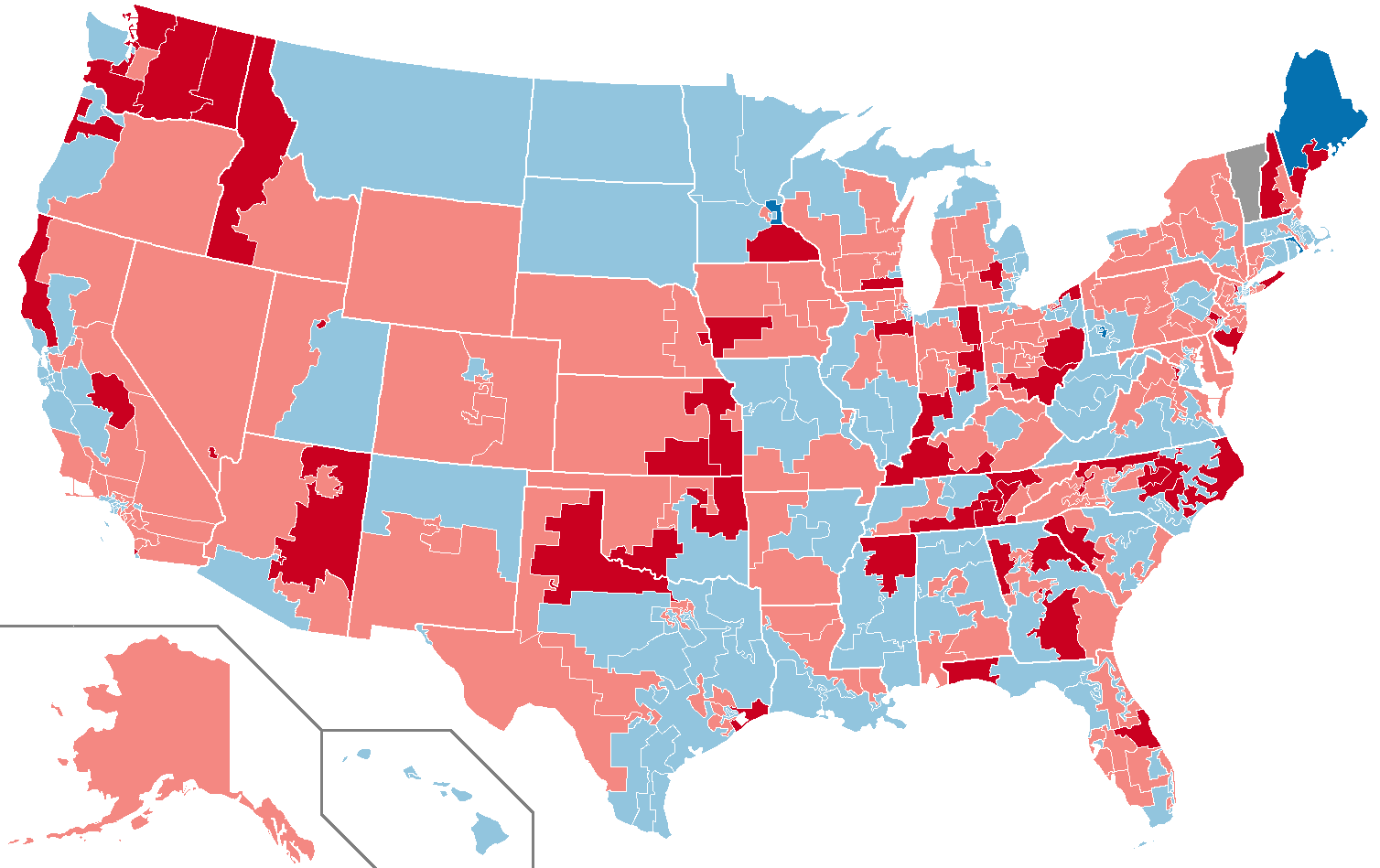
Mappa dei distretti per le elezioni della Camera dei Rappresentanti del 1994. In rosso scuro tutti i distretti conquistati dai repubblicani.

Il Partito Democratico statunitense dominava la Camera dal 1955 (e tra il 1933 e il 1995 i repubblicani avevano controllato entrambe le Camere solo per 4 anni) e nel 1992 pure la massima carica degli Stati Uniti tornò ai democratici, dopo dodici anni.

Mappa dei distretti per le elezioni del Senato degli Stati Uniti del 1994. In rosso scuro i seggi conquistati dai candidati americani.

I candidati repubblicani scelsero di adottare una nuova strategia: invece di gareggiare a livello mediatico ciascuno nel proprio distretto elettorale singolarmente, essi scelsero di gareggiare con un singolo programma politico, ideato ed esposto dal deputato della Georgia Newt Gingrich. Sostenevano che Clinton non fosse quel presidente moderato e "new democrat" quale affermava essere, ma di essere il solito fiscalista. Venne pertanto offerto da costoro un'alternativa politica, elaborata nel Contratto con l'America.
I risultati furono clamorosi e si definirono anche diversi primati:
- Un guadagno netto di 54 seggi alla Camera dei Rappresentanti e di 8 seggi al Senato;

- Per la prima volta dall'era della ricostruzione, i repubblicani diventarono maggioritari nei collegi del sud, ponendo di fatto fine al solid south e portandovici un profondo cambiamento politico persistente;
- Nelle elezioni statali di quell'anno, per la prima volta dal 1972 i repubblicani ebbero la maggioranza dei governatori degli Stati federati e per la prima volta da 50 anni essi controllavano anche la maggioranza dei parlamenti statali;
- Lo speaker della Camera Tom Foley, democratico dello Stato di Washington, fu il primo speaker a perdere nel proprio collegio dai tempi di Galusha A. Grow nel 1863;
- Al 2022, quelle del 1994 furono le ultime elezioni in cui i repubblicani vinsero dei seggi alla Camera nel Massachusetts e dei seggi al Senato nel Delaware, nel Michigan e nel Washington.

In aggiunta a tali vittorie e primati, dopo le elezioni due senatori democratici decisero di passare dalla parte dei repubblicani: Richard Shelby (passato ai repubblicani il giorno dopo le elezioni, il 9 novembre 1994) e Ben Nighthorse Campbell (che cambiò il 3 marzo 1995).

## Conseguenze
- Newt Gingrich, l'ideatore della strategia vincente, divenne lo speaker della Camera dei rappresentanti.
- I repubblicani, forti di questi sconvolgimenti elettorali, portarono avanti un'agenda ambiziosa, ma dovettero spesso affrontare il veto del presidente Clinton e scendere a compromessi. Si arrivò ad avere due shutdown nel 1995-1996 a causa di mancati compromessi sul budget.
- Vi fu un importante rinnovamento: il 20% dei senatori repubblicani e addirittura un terzo dei deputati repubblicani erano neoeletti.[5]
- Le elezioni del 1994 segnarono inoltre la fine della Conservative coalition, una coalizione bipartisan di conservatori repubblicani e democratici che durava dal 1937 e che da allora fino al 1963 aveva dominato il Congresso, venendo sostituita dalla ancora oggi esistente Blue Dog Coalition nel Partito Democratico.